# قاعدة قمرة القيادة المعقمة

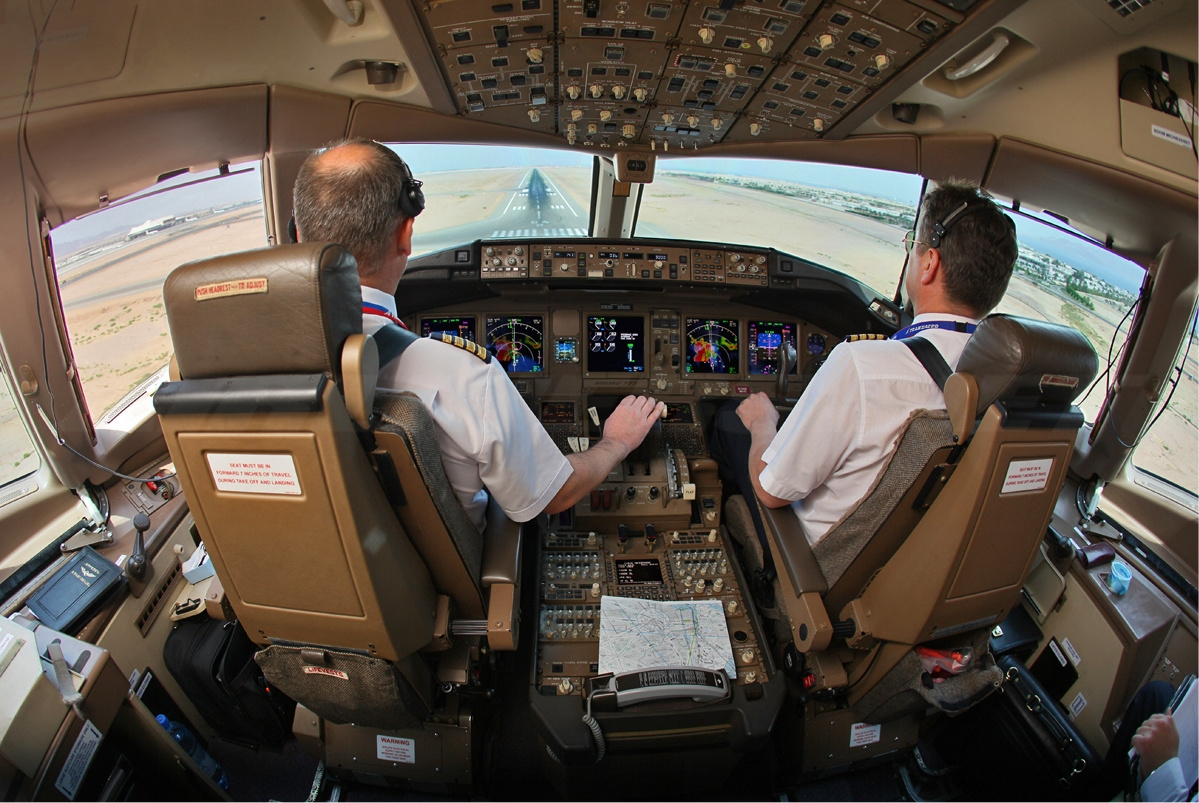
طيارون يهبطون بطائرة بوينع 777

في مجال الطيران، تعد قاعدة سطح الطيران المعقمة (sterile flight deck rule) أو قاعدة قمرة القيادة المعقمة (terile cockpit rule) مطلبًا إجرائيًا خلال المراحل الحرجة من الرحلة (عادةً ارتفاع أقل من 10,000 قدم (3,050 م))، يمكن فقط لطاقم الرحلةأن يقوم بمزوالة الأنشطة المطلوبة للتشغيل الآمن للطائرة، ويحظر جميع الأنشطة غير الأساسية في قمرة القيادة. في الولايات المتحدة، فرضت إدارة الطيران الفيدرالية (FAA) القاعدة في عام 1981، بعد مراجعة سلسلة من الحوادث التي تسببت فيها أطقم الطيران التي تشتت انتباههم عن واجباتهم الجوية من خلال الانخراط في محادثات وأنشطة غير أساسية خلال أجزاء مهمة من رحلة طيران.
كان أحد هذه الحوادث هو الرحلة رقم 212 للخطوط الجوية الشرقية، التي تحطمت على بعد مسافة قصيرة من المدرج في مطار شارلوت / دوغلاس الدولي في عام 1974 أثناء قيامها باقتراب بالأجهزة في ضباب كثيف. خلص المجلس الوطني لسلامة النقل (NTSB) إلى أن السبب المحتمل للحادث هو الافتقار إلى الوعي بالارتفاع بسبب الالتهاء بثرثرة فارغة بين طاقم الرحلة خلال مرحلة الاقتراب من الرحلة.

## خلفية تاريخية
في الأيام الأولى للطيران، لم يكن لدى الطيارين فرصة كبيرة للتفكير في الأنشطة غير الأساسية. تطلب الطيران اهتمامًا مستمرًا، كما أن الرياح وضوضاء المحرك في قمرة قيادة مفتوحة لمجرى الهواء بالتيار المنزلق أدت إلى الحد من المحادثات العادية. في السنوات الأولى من إطلاق الطيران الآلي بالأجهزة، كان الجهد المبذول في «إطلاق الحزمة» ("flying the beam") (التنقل في مسار محدد من خلال تقاطع إشارات الراديو الأرضية عن طريق بذل الجهد للاستماع من خلال سماعة رأس إلى دفق صوتي مزعج من "dits and dahs") كما أجبر الطيارين على التركيز على مهام الطيران أثناء ظروف الأرصاد الجوية للأجهزة.
مع نضوج تكنولوجيا الطيران في عصر الطائرات النفاثة في الستينيات، أصبحت مستويات الراحة والصوت تدريجيًا أشبه ما تكون بالمكتب، وبالتالي فهي أكثر ملاءمة للإلهاءات. زادت الرحلات متعددة الأشخاص وطاقم المقصورة والطيار الآلي والوجبات على متن الطائرة وخدمة الصحف وغيرها من وسائل الراحة من توافر وملاءمة الأنشطة غير المتعلقة بالطيران لأطقم الرحلات أثناء وقت الرحلة لعب إدخال مسجل صوت قمرة القيادة كمراقب موضوعي على متن الطائرة دورًا مهمًا في تقييم المشكلة أثناء التحقيق في الحادث من قبل المجلس الوطني لسلامة النقل (NTSB)، والتنفيذ النهائي للقواعد من قبل إدارة الطيران الفيدرالية (FAA).

## متطلبات التشغيل

### الولايات المتحدة
وفقًا للوائح الطيران الفيدرالية الأمريكية (FAR)، فإن القاعدة قابلة للتطبيق قانونيًا فقط على الجزء 121 (شركات النقل الجوي المجدولة) والجزء 135 (المشغلون التجاريون)، وليس على الجزء 91 (الطيران العام غير التجاري). تم تحديده في (U.S. FAR 121.542/135.100)، «واجبات طاقم الرحلة» ("Flight Crewmember Duties"):
1. لا يجوز لأي حامل شهادة أن يطلب، ولا يجوز لأي من أعضاء طاقم الرحلة القيام بأي واجبات خلال مرحلة حرجة من الرحلة باستثناء تلك الواجبات المطلوبة للتشغيل الآمن للطائرة. الواجبات مثل المكالمات المطلوبة من الشركة التي تم إجراؤها لأغراض غير متعلقة بالسلامة مثل طلب لوازم المطبخ وتأكيد اتصالات الركاب، والإعلانات التي يتم إصدارها للمسافرين الذين يروجون لشركة النقل الجوي أو الإشارة إلى المعالم المهمة، وملء كشوف رواتب الشركة والسجلات ذات الصلة ، ليست مطلوبة من أجل الخزنة تشغيل الطائرة.
2. لا يجوز لأي عضو من طاقم الطائرة المشاركة في أي نشاط خلال مرحلة حرجة من الرحلة، ولا يجوز لأي طيار في القيادة السماح به، مما قد يؤدي إلى تشتيت انتباه أي فرد من أفراد طاقم الرحلة عن أداء واجباته أو مهامه أو قد يتعارض بأي شكل من الأشكال مع السلوك السليم لهؤلاء. الواجبات. الأنشطة مثل تناول وجبات الطعام، والدخول في محادثات غير ضرورية داخل قمرة القيادة والاتصالات غير الضرورية بين المقصورة وطاقم قمرة القيادة، وقراءة المنشورات غير المتعلقة بالتسيير السليم للرحلة ليست مطلوبة للتشغيل الآمن للطائرة.
3. لأغراض هذا القسم، تشمل المراحل الحرجة من الرحلة جميع العمليات الأرضية التي تشمل سيارات الأجرة والإقلاع والهبوط وجميع عمليات الطيران الأخرى التي تقل عن 10000 قدم (3048 مترًا)، باستثناء رحلة الرحلات البحرية.[5]

ملاحظة: تُعرَّف التاكسي بأنها «حركة طائرة تحت قوتها الخاصة على سطح مطار».

## تواصل المضيفات مع الطيار
أظهرت الأبحاث أن المضيفات، الذين يجب عليهم أيضًا مراعاة قاعدة سطح الطيران المعقمة، قد يحجمون عن استدعاء سطح الطائرة أثناء سريان القاعدة، حتى أثناء حالات الطوارئ. فمثلا:
في 9 يوليو 1995، انفصل باب ركاب خلفي إيه تي آر بعد الإقلاع على ارتفاع 600 قدم (183 مترًا) (المجلس الوطني لسلامة النقل (NTSB)، 1995b). ذكرت المضيفة عند الباب أنها لم تفكر في استدعاء قمرة القيادة عندما سمعت صوت تسرب الباب قبل أن ينفصل، لأن الطائرة كانت تحت ظروف قمرة القيادة المعقمة (قانون اللوائح الفيدرالية، 1994). عندما سئلت عن الظروف التي ستسميها قمرة القيادة عندما تكون معقمة، أجابت أنها ستتصل في حالة نشوب حريق أو مشكلة الراكب. الارتباك والتفسير الصارم لقاعدة قمرة القيادة العقيمة ليس بالأمر غير المعتاد كما أظهرت دراساتنا.
كما لاحظت إدارة الطيران الفيدرالية أن:
العديد من المضيفات ليس لديهم فهم واضح لما تعنيه «قمرة القيادة العقيمة». يحتاج مضيفو الرحلة إلى الحصول على معلومات محددة حول نوع المعلومات التي تستحق الاتصال بأعضاء طاقم الرحلة خلال فترة التعقيم. من المحتمل أن يكون التردد أو الإحجام من جانب المضيفة في الاتصال بأفراد طاقم الطائرة بمعلومات أمان مهمة بسبب سوء فهم قاعدة قمرة القيادة المعقمة أكثر خطورة من الإلهاء غير الضروري الناجم عن الانتهاكات غير الضرورية لقمرة القيادة المعقمة 
اتخذت الخطوط الجوية اليابانية (JAL) هذه خطوة إلى الأمام، حيث وصفت في دليل تدريب للمضيفات عدة مواقف من شأنها أن تستدعي التواصل بين مضيفات وطيار أثناء الإقلاع والهبوط. وشملت هذه المواقف:
- أي اندلاع حريق.
- وجود دخان في المقصورة
- أي خلل في موقف الطائرة أثناء الإقلاع والهبوط؛
- وجود أي ضوضاء أو اهتزازات غير طبيعية؛
- مراعاة أي وقود أو تسريبات أخرى.

تضمنت JAL أيضًا إرشادات حول وقت إجراء المكالمات للطيارين («عند اكتشاف أي خلل»)، وماذا يجب الاتصال («حتى [عندما] لا تكون متأكدًا تمامًا، قم بإجراء المكالمة») وكيفية الاتصال («استخدم الطيار دعوة للاتصال في حالات الطوارئ»).